# Junior Johnson
Robert Glenn Johnson, Jr. (Ronda, 28 giugno 1931 – Charlotte, 20 dicembre 2019) è stato un pilota automobilistico e dirigente sportivo statunitense, fondatore della scuderia Junior Johnson & Associates.

## Carriera
Dal 1953 al 1966 ha corso nella NASCAR Sprint Cup Series, vincendo 50 gare su 46 pole position.
Fondatore della scuderia Junior Johnson & Associates, hanno corso per lui piloti del calibro di Darel Dieringer, LeeRoy Yarbrough, Cale Yarborough, Bobby Allison, Darrell Waltrip, Neil Bonnett, Terry Labonte, Geoffrey Bodine, Sterling Marlin, Jimmy Spencer e Bill Elliott.

## Riconoscimenti
È stato introdotto nella International Motorsports Hall of Fame (1990) nella Motorsports Hall of Fame of America (1991) e nella NASCAR Hall of Fame (2010).